# Арзани, Дэниел
Дэниел Арзани (англ. Daniel Arzani; род. 4 января 1999, Хорремабад) — австралийский футболист, вингер клуба «Мельбурн Виктори» и сборной Австралии. Участник чемпионата мира 2018 года и летних Олимпийских игр 2020 в Токио.
Арзани родился в Иране, когда ему было семь лет, семья переехала в Сидней, а затем в Мельбурн.

## Клубная карьера
Арзани — воспитанник клубов «Сидней» и «Мельбурн Сити». 21 октября 2016 года в матче против «Перт Глори» он дебютировал в А-Лиге в составе последнего. 25 января 2018 года в поединке против «Ньюкасл Юнайтед Джетс» Дэниел забил свой первый гол за «Мельбурн Сити». По итогам сезона он был признан лучшим молодым футболистом сезона.
Летом 2018 года Арзани перешёл в английский «Манчестер Сити» и сразу же для получения игровой практики был отдан в аренду в шотландский «Селтик». 31 октября в матче против «Данди» он дебютировал в шотландской Премьер-лиге.
Летом 2020 года Арзани был отдан в аренду в нидерландский «Утрехт». 18 сентября в матче против «ВВВ-Венло» он дебютировал в Эредивизи. В начале 2021 года Даниел на правах аренды перешёл в датский «Орхус». 7 февраля в матче против «Люнгбю» он дебютировал в датской Суперлиге. Летом того же года Арзани был отдан в аренду в бельгийский «Ломмел». 21 августа в матче против «Мускрон-Перювельз» он дебютировал во втором дивизионе Бельгии.

## Международная карьера
В 2015 году в составе юношеской сборной Австралии Арзани принял участие в юношеском чемпионате мира в Чили. На турнире он сыграл в матче против команды Германии.
1 июня 2018 года в товарищеском матче против сборной Чехии Арзани дебютировал за сборную Австралии, заменив во втором тайме Мэттью Леки. 9 июня в поединке против сборной Венгрии он забил первый гол за национальную команду.
В том же году Арзани принял участие в чемпионате мира 2018 в России. На турнире он сыграл в матчах против команд Франции, Дании и Перу.
В 2021 году в составе олимпийской сборной Австралии Арзани принял участие в летних Олимпийских играх 2020 в Токио. На турнире он сыграл в матчах против команд Аргентины, Испании и Египта.

### Голы за сборную Австралии
| # | Дата        | Место                              | Противник | Счёт | Результат | Соревнование      |
| - | ----------- | ---------------------------------- | --------- | ---- | --------- | ----------------- |
| 1 | 9 июня 2018 | «Групама Арена», Будапешт, Венгрия | Венгрия   | 0:1  | 1:2       | Товарищеский матч |

## Достижения
Индивидуальные
- Лучший молодой футболист A-Лиги — 2017/18